# Sarabah-Nationalpark
Der Sarabah-Nationalpark (englisch Sarabah National Park) ist ein nur 1,42 Hektar großer Nationalpark in Queensland, Australien.

## Lage
Er liegt im Hinterland der Gold Coast in der Region South East Queensland etwa 65 Kilometer südlich von Brisbane und 15 Kilometer südöstlich von Beaudesert. Die nächstgelegene Stadt ist Canungra. Von hier erreicht man den Park über die Lamington National Park Road Richtung Süden. Nach etwa 5 Kilometern passiert man den Nationalpark. Dort gibt es keine Besuchereinrichtungen.
In der Nachbarschaft liegen die Nationalparks Tamborine, Nerang, Springbrook und Lamington.

## Flora
Der Sarabah-Nationalpark schützt einen kleinen Bereich primären subtropischen Regenwaldes am Ufer des Canungra Creek, einem Nebenfluss des Albert River. Hier gedeihen verschiedene Farne, Wolfsmilchgewächse, darunter die als schützenswert eingestuften Green Karmala (Mallotus claoxyloides) und Red Karmala (Mallotus philippensis), Maulbeergewächse, zum Beispiel die Sandpaper Fig (Ficus coronata) und zehn verschiedene Arten von Seifenbaumgewächsen, darunter Guioa (Guioa semiglauca).